# McFadden & Whitehead

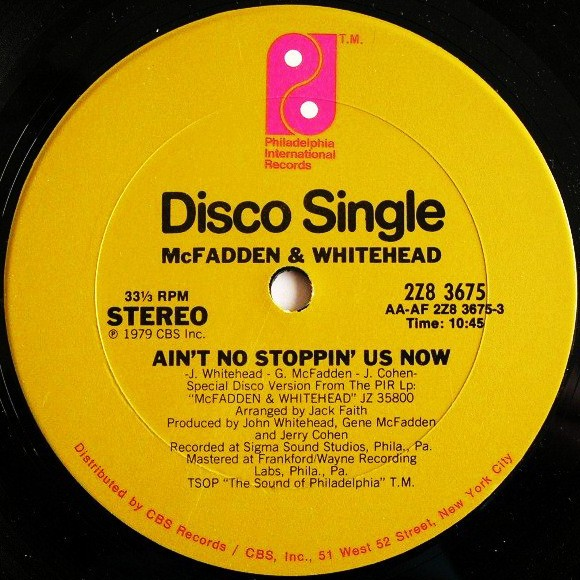
McFadden & Whitehead

McFadden (28 janvier 1949 – 27 janvier 2006) & Whitehead (10 juillet 1948 – 11 mai 2004) est un duo américain de chanteurs, producteurs et compositeurs, mieux connu du grand public pour la chanson Ain't No Stoppin' Us Now (1979). Gene McFadden et John Whitehead ont écrit et produit plusieurs tubes R&B dans les années 1970 et ont été principalement associés au label discographique Philadelphia International Records.

### Décès
- Le 11 mai 2004, John Whitehead est assassiné en pleine rue devant son studio de Philadelphie. Tandis qu'il attendait qu'un jeune mécanicien finisse de réparer son SUV, il est abattu d'une balle tirée par un inconnu, qui prendra la fuite. Le chanteur avait 55 ans. En 2022, le meurtre n'a toujours pas été élucidé.

- Le 27 janvier 2006, Gene McFadden décède d'un carcinome hépatocellulaire (cancer du foie) et de tumeurs pulmonaires. Il avait 56 ans.